# Cabeça de Vaca (sobrenome)
Cabeça de Vaca é uma família nobre de origem espanhola.
O Armorial Lusitano, diz: "Família nobre de origem espanhola. Veio para Portugal, desta diocese D. João Fernandes Cabeça de Vaca, descendente de Pedro Fernandes Cabeça de Vaca, que morreu no sítio de Lisboa em 1384, que parece provir de Fernão Rodrigues Cabeça de Vaca e de sua mulher Urraca Nunes, filha de Nuno Vasques de Bragança.
Aquele João Fernandes fez assento na quinta de Mó, freguesia de Guilhade, concelho dos Arco de Valdevez, e deve ter vivido no século XVI. Dele proveio descendência do mesmo apelido.
Nos fins de 1377 ou princípios de 1378, em sucessão a D. Pedro Tenório, bispo de Coimbra, tomou conta desta diocese D. João Cabeça de Vaca, que nos começos de 1385 já tinha morrido."

## Armas
- Usam por armas: xadrezado de ouro e de vermelho, de quatro peças em pala e quatro em faixa; bordadura de azul carregada de seis cabeças de vaca de prata. Timbre: uma das cabeças do escudo.